# کوپر لندینگ (آلاسکا)
کوپر لندینگ (به انگلیسی: Cooper Landing) شهری در بخش شبه‌جزیره کنای ایالت آلاسکا است که جمعیت آن در سرشماری سال ۲۰۰۰ میلادی ۳۶۹ نفر بوده‌است.